# Washington County, Alabama
 Washington County är ett county i sydvästra delen av delstaten Alabama i USA. Countyt har fått sitt namn efter George Washington, USA:s förste president. Den administrativa huvudorten (county seat) är Chatom och ligger cirka 250 km sydväst om delstatens huvudstad Montgomery och cirka 18 km öster om gränsen till delstaten Mississippi.

## Geografi
Enligt United States Census Bureau så har countyt en total area på 2 819 km². 2 799 km² av den arean är land och 20 km² är vatten. 

### Angränsande countyn
- Choctaw County - nord
- Clarke County - öst
- Baldwin County - sydöst
- Mobile County - syd
- Greene County, Mississippi - sydväst
- Wayne County, Mississippi - nordväst

### Större städer och samhällen
- Chatom